# Euplexaura pendula
Euplexaura pendula är en korallart som beskrevs av Kükenthal 1917. Euplexaura pendula ingår i släktet Euplexaura och familjen Plexauridae. Inga underarter finns listade i Catalogue of Life.